# Lori ornat
El lori ornat (Trichoglossus ornatus) és una espècie d'ocell de la família dels psitàcids que habita boscos de Sulawesi i illes properes.